# ناهيا
قرية ناهيا هي إحدى القرى التابعة لمركز كرداسة في محافظة الجيزة في جمهورية مصر العربية. حسب إحصاءات سنة 2006، بلغ إجمالي السكان في ناهيا 44,788 نسمة، منهم 22,943 ذكر و 21,845 أنثى.

## شخصيات من ناهيا
اشتهر من بين أبنائها العديد من الأسماء، سواء اللامعة أو المثيرة للجدل. منهم اللواء أحمد عبود الزمر وهو أحد أبطال حرب أكتوبر، ومنهم أيضاً عبود الزمر الذي كان واحداً من مدبري عملية اغتيال الرئيس المصري السابق محمد أنور السادات، وهناك الإعلامية بالتليفزيون المصري فريدة الزمر، بالإضافة إلى شخصيات مؤثرة أخرى برزت من عائلات أخرى معروفة في ناهيا، مثل عصام العريان القيادي بجماعة الإخوان المسلمين، ومحمد أبو تريكة لاعب الكرة السابق بالنادي الأهلي وصاحب الشعبية الكبيرة.